# ADAT
Alesis Digital Audio Tape (ADAT) is een magnetisch tape-format dat gebruikt wordt voor het gelijktijdig digitaal opnemen van acht analoge of digitale audiosporen, naar een Super-VHS-tape.

## Geschiedenis
In januari 1991 werd het product geïntroduceerd op het NAMM-congres in Anaheim, Californië. De eerste ADAT-recorders werden vanaf februari en maart 1992 verkocht. Door maximaal 16 ADAT machines met elkaar te synchroniseren, konden meer dan acht sporen tegelijk worden opgenomen, met een maximum van 128 sporen gelijktijdig. Dit synchroniseren bestond al in eerdere machines, maar met de ADAT-machine kon voor het eerst een sample-accurate opname worden gemaakt. Deze grote capaciteit en de relatief lage prijs waren mede verantwoordelijk voor de groei van de projectstudio of thuis-opnamestudio in de jaren 1990.
Verschillende versies van de ADAT-machine werden geproduceerd. De originele ADAT, ook bekend als Blackface, en de ADAT XT konden 16 bits per sample opnemen, ADAT Type I. Een latere generatie - de XT-20, LX-20 en M-20 - ondersteunde 20 bits per sample, ADAT Type II. Alle ADAT-machines gebruikten dezelfde hoge kwaliteit S-VHS band als medium. Oudere banden van Type I ADAT kunnen gebruikt worden in moderne machines, maar niet andersom. Latere generaties konden twee verschillende sample rates opnemen: 44.1 kHz en 48 kHz. Alle modellen hebben de mogelijkheid om de audiopitch te wijzigen door een ander sample rate te gebruiken, wat invloed heeft op de snelheid van de band.
Door gebruik van locatiepunten kon een exacte positie op een band worden opgeslagen om het makkelijk te maken om specifieke delen te vinden binnen een digitale opname. De Auto Play en Auto Record functionaliteit maakten het mogelijk om opnames te starten op exacte posities, waardoor menselijke synchronisatiefouten voorkomen kunnen worden. ADAT-machines konden extern bestuurd worden met Alesis LRC, Little Remote Control, kleine afstandsbediening, die aangesloten kon worden met een 1/4-inch-stekker. Ook kon de BRC, Big Remote Control, grote afstandsbediening, gebruikt worden die meer functies ondersteunde dan ADAT standaard had, zoals de benaming van nummers, het gebruik van meerdere locatiepunten of MIDI Time Code synchronisation.

## Huidige situatie
ADAT is een professioneel formaat en ook al is het vervangen door computer-gebaseerde digitale werkstations, wordt ADAT nog steeds door sommigen gebruikt in de opname-industrie. Het wordt ook nog steeds gebruikt voor wetenschappelijk werk en voor de besturing van laserlichtshows. 
ADAT-banden zijn nog steeds te verkrijgen bij professionele audioproductleveranciers.
Ook al is het een band-gebaseerd formaat, ADAT wordt nog steeds als term gebruikt om de Alesis ADAT HD24 aan te duiden, een opnameapparaat dat harde schijven gebruikt in plaats van banden.
De term ADAT wordt op het moment ook nog gebruikt als afkorting voor het ADAT Lightpipe protocol, dat 8 audiosporen kan versturen door een optische vezelkabel. Dit ADAT-formaat is niet meer strikt verbonden aan de ADAT-bandopnameapparaten en wordt gebruikt door analoog-digitaalomzetters, digitale audiomontagesystemen, effect-apparaten, enzovoorts. Een van de voordelen van het gebruik van ADAT ten opzichte van bijvoorbeeld S/PDIF of AES3 is dat er maar 1 kabel nodig is voor acht audiosporen. (AES10 (MADI) kan nu maximaal 64 kanalen tegelijk versturen.)